# Lins Lima de Brito
Lins Lima de Brito, conocido deportivamente como Lins (Camaçari, Bahía, 11 de septiembre de 1987), es un futbolista brasileño. Juega de delantero y su equipo actual es el Beijing BSU de la Primera Liga China.

## Carrera
En 2010, el Criciúma firmó con el delantero por 2 años. En este club conquistó el ascenso a la Série B, con un buen rendimiento del jugador, y despertó el interés del Grêmio.
El 22 de diciembre de 2010, el Grêmio oficializó la contratación del delantero para la temporada 2011. En su primer Grenal, Lins marcó el segundo gol del juego (su primer y único con la camiseta del Grêmio), que decretó la victoria del tricolor. El partido, válido por el Campeonato Gaúcho, fue realizado el 30 de enero de 2011, en Rivera, Uruguay, siendo el primer Grenal celebrado en el exterior. El 12 de agosto de 2011, Paulo Pelaipe, director ejecutivo del Grêmio, informó la rescisión de contrato con el jugador.
El 16 de agosto de 2011, firmó contrato con el ABC para la disputa de la Série B. En este club logró brillar, y fue uno de los jugadores más importantes del ABC en el campeonato.
En 2012 regresó a Criciúma y se destacó nuevamente por sus pocos pero importantes goles y ayudó en la campaña del regreso del equipo catarinense a la elite del fútbol brasileño. El Criciúma terminó como subcampeón de la Série B de 2012 y ascendió de categoría.
En 2013, Lins comenzó siendo titular absoluto y fue uno de los más destacados en la conquista del Campeonato Catarinense; el delantero también estuvo presente en la selección del campeonato, que contó con seis jugadores más del Tigre. Lins también fue uno de los más importantes del equipo en la Série A, siendo goleador en el campeonato con 11 goles. En total, Lins fue el máximo anotador del Tigre en el año con 24 goles.
El 10 de enero de 2014, fue oficializada su transferencia al Gamba Osaka, de Japón. Lins también tenía una propuesta de un equipo de Corea del Sur y de quedarse por otros tres años en el Criciúma. Marcó su primer gol en Japón en la victoria por 2 a 0 sobre el Vissel Kobe, jugando como titular, y fue elegido el mejor jugador en el campo.
En el año 2016, tras el término del contrato con el equipo japonés, Lins volvió a Brasil, y nuevamente a Santa Catarina, pero esta vez para el Figueirense, donde firmó por un año.
En agosto de 2017, fue oficializado su traspaso al Ventforet Kofu de manera completa.
En julio de 2018, fue cedido a préstamo al F.C. Tokyo. El 5 de agosto marcó su primer gol en el conjunto de la capital japonesa ante Vissel Kobe, en un partido válido por la 20.ª de la J1 League 2018, que finalmente terminaría ganando por 1 a 0.
En febrero de 2019 fue transferido al Beijing BSU de la Primera Liga China.

## Trayectoria

### Clubes
| Club                  | País   | Año             |
| --------------------- | ------ | --------------- |
| Camaçariense          | Brasil | 2004 - 2006     |
| Mogi Mirim            | Brasil | 2006 - 2008     |
| São Caetano           | Brasil | 2008            |
| Paulista              | Brasil | 2008            |
| Guaratinguetá         | Brasil | 2009            |
| Ponte Preta           | Brasil | 2009            |
| Mirassol              | Brasil | 2010            |
| Criciúma              | Brasil | 2010 - 2013     |
| Grêmio (préstamo)     | Brasil | 2011            |
| ABC (préstamo)        | Brasil | 2011            |
| Itumbiara (préstamo)  | Brasil | 2012            |
| Gamba Osaka           | Japón  | 2014 - 2016     |
| Figueirense           | Brasil | 2016            |
| Ponte Preta           | Brasil | 2017            |
| Ventforet Kofu        | Japón  | 2017 - 2018     |
| F.C. Tokyo (préstamo) | Japón  | 2018            |
| Beijing BSU           | China  | 2019 - Presente |

## Estadísticas

### Clubes
Actualizado al 6 de diciembre de 2017.
| Rendimiento de club | Rendimiento de club | Rendimiento de club | Liga     | Liga  | Copa               | Copa               | Copa de la Liga | Copa de la Liga | Continental | Continental | Otro1     | Otro1     | Total    | Total |
| Año                 | Club                | Liga                | Partidos | Goles | Partidos           | Goles              | Partidos        | Goles           | Partidos    | Goles       | Partidos  | Goles     | Partidos | Goles |
| Japón               | Japón               | Japón               | Liga     | Liga  | Copa del Emperador | Copa del Emperador | Copa J. League  | Copa J. League  | Asia        | Asia        | Supercopa | Supercopa | Total    | Total |
| ------------------- | ------------------- | ------------------- | -------- | ----- | ------------------ | ------------------ | --------------- | --------------- | ----------- | ----------- | --------- | --------- | -------- | ----- |
| 2014                | Gamba Osaka         | J1 League           | 26       | 5     | 6                  | 2                  | 7               | 1               | -           | -           | -         | -         | 39       | 8     |
| 2015                | Gamba Osaka         | J1 League           | 20       | 1     | 0                  | 0                  | 4               | 0               | 10          | 3           | 2         | 0         | 36       | 4     |
| 2017                | Ventforet Kofu      | J1 League           | 12       | 6     | -                  | -                  | -               | -               | -           | -           | -         | -         | 12       | 6     |
| Total               | Total               | Total               | 58       | 12    | 6                  | 2                  | 11              | 1               | 10          | 3           | 2         | 0         | 87       | 18    |

1 = partidos en la Supercopa de Japón y en la Copa Suruga Bank.

## Palmarés

### Títulos nacionales
| Título                 | Club        | País   | Año  |
| ---------------------- | ----------- | ------ | ---- |
| Campeonato Catarinense | Criciúma    | Brasil | 2013 |
| Copa J. League         | Gamba Osaka | Japón  | 2014 |
| J1 League              | Gamba Osaka | Japón  | 2014 |
| Copa del Emperador     | Gamba Osaka | Japón  | 2014 |
| Supercopa de Japón     | Gamba Osaka | Japón  | 2015 |
| Copa del Emperador     | Gamba Osaka | Japón  | 2015 |

### Distinciones individuales
| Distinción                                                     | Año  |
| -------------------------------------------------------------- | ---- |
| Prêmio Top da Bola - Mejor Atacante del Campeonato Catarinense | 2013 |